# Arubanen
Arubanen (Papiaments: Arubianonan) zijn de inwoners van Aruba en hun nakomelingen. Aruba is sinds 1986 een autonoom land binnen het Nederlandse Koninkrijk. Arubanen zijn Nederlandse staatsburgers, en hebben dus het Nederlandse nationaliteit en burgerschap.

## Afkomst
De meerderheid van Arubanen zijn van gemengde afkomst, afstammelingen van Europeanen, Inheemse Indianen en Afrikanen. Ook zijn er minderheden van andere afkomst.

## Bevolking en diaspora
De meeste Arubanen wonen in Aruba zelfs, met een bevolking van ongeveer 110.000. De grootste diaspora van Arubanen is in Nederland met 30.000. In mindere mate wonen er ook Arubanen in andere landen.

## Talen
Arubanen zijn meertalig, vaak met 3 of 4 talen. De meerderheid van Arubanen spreken Papiaments als moedertaal, daarnaast ook Nederlands, Spaans en Engels.

## Religie
De meeste Arubanen zijn Rooms-Katholiek met 75.3%, daarnaast zijn er ook minderheden van Protestanten met 4.9%, Jehovah's getuigen met 1.7%, andere religie met 12% (inclusief Hindoeïstisch, Islamitisch, Confucianistisch en Joods), en Niet-religieus of niet-gespecificeerd met 6%.